# Rivaroxaban
Le rivaroxaban est un médicament anticoagulant oral direct, inhibiteur du facteur Xa de la famille des oxazolidinones. Il est commercialisé en France sous le nom de Xarelto par l'entreprise Bayer.

## Historique
Le rivaroxaban a été breveté en 2007 et approuvé pour usage médical aux États-Unis en 2011. En octobre 2021, l'Office européen des brevets accorde une période de deux ans supplémentaires au brevet de la molécule, la protégeant jusqu'en janvier 2026.
Au Canada, le brevet du Xarelto a été accordé à Bayer HealthCare AG (Allemagne) le 14 octobre 2008, expirant le 11 décembre 2020.

## Pharmacocinétique
Son délai d'action est court, de l'ordre de une à quatre heures. Son excrétion est rénale avec une augmentation des taux sanguins en cas d'insuffisance rénale.

## Utilisation

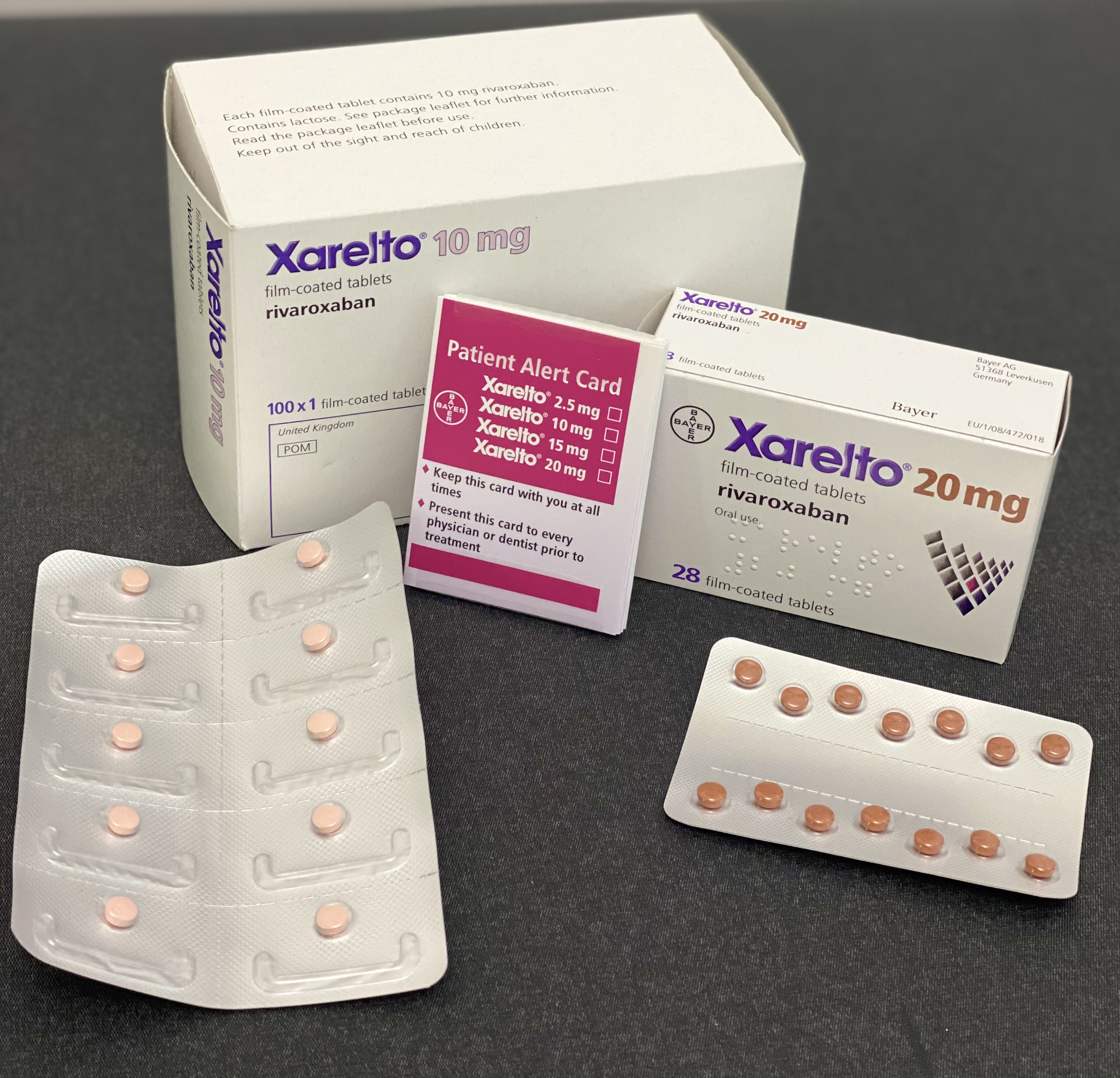
Image du produit, du Royaume Uni.

Il est efficace en prévention des phlébites et en traitement curatif de ces dernières et de l'embolie pulmonaire. En cas de cancer, par rapport à une héparine de bas poids moléculaire, le rivaroxaban diminue le risque de récidive de thrombose veineuse avec, cependant, un risque légèrement plus important de saignements.
Il constitue une alternative aux antivitamines K dans la prévention des complications emboliques de la fibrillation auriculaire non valvulaire, et ce, sans augmentation du risque hémorragique. En l'absence de fibrillation auriculaire, il n'est cependant pas plus efficace  dans la prévention secondaire des accidents vasculaires cérébraux que l'aspirine avec un risque de saignements plus important que ce dernier.
À doses réduites, il pourrait diminuer la morbidité et la mortalité cardio-vasculaire dans les suites à moyen et long terme d'un syndrome coronarien aigu toutes formes confondues ou « ST + », malgré une majoration du risque hémorragique, lorsqu'il est donné en plus du traitement antiagrégant plaquettaire classique. Des résultats comparables ont été obtenus après revascularisation d'une artériopathie oblitérante des membres inférieurs, de sténose carotidienne ou d'une maladie coronarienne stable, avec, cependant, à chaque fois, un risque hémorragique plus marqué.
Testé chez le patient alité pour maladie aiguë grave, en comparaison avec une héparine de bas poids moléculaire à dose préventive, le rivaroxaban est aussi efficace que ce dernier dans la prévention des maladies thromboemboliques avec, cependant, un risque hémorragique supérieur.

## Contre-indications
Le rivaroxaban est contre-indiqué en cas d'hémorragie aiguë, de trouble de l'hémostase, d'insuffisance rénale (avec clairance inférieure à 30 mL/min).

## Effets indésirables
La tolérance du rivaroxaban 10 mg a été évaluée dans le cadre des trois études de phase III (Record 1, 2 et 3) portant sur un total de 4 571 patients traités et ayant bénéficié d’une intervention chirurgicale orthopédique majeure, pour arthroplastie totale de hanche ou du genou, et ayant suivi le traitement jusqu’à 39 jours,. Au total, 14 % environ des patients traités ont eu des effets indésirables. Des saignements ont été notés chez 3,3 % environ des patients, une anémie chez 1 % environ des patients. Les autres effets indésirables fréquents ont été les nausées, une élévation de la gamma-GT et une élévation des transaminases.

## Autres médicaments pharmocologiquement similaires
| DCI         | Nom de spécialité | Laboratoires Pharmaceutiques       |
| ----------- | ----------------- | ---------------------------------- |
| rivaroxaban | Xarelto           | Bayer                              |
| Édoxaban    | Lixiana           | Daiichi Sankyo INC                 |
| Apixaban    | Eliquis           | Bristol-Myers Squibb / Pfizer EEIG |
| Betrixaban  | Bevyxxa           | Portola pharmaceuticals inc        |